# Quilogram
El quilogram, kilogram o abreviat quilo (símbol: kg) és la unitat base de massa del Sistema Internacional d'Unitats (SI). Des del 20 de maig del 2019 es defineix en termes de constants físiques fonamentals; anteriorment, era definit com la massa del prototip internacional del quilogram que és gairebé idèntica a la massa d'un litre d'aigua. És l'única unitat base del SI que porta un prefix del SI al nom.

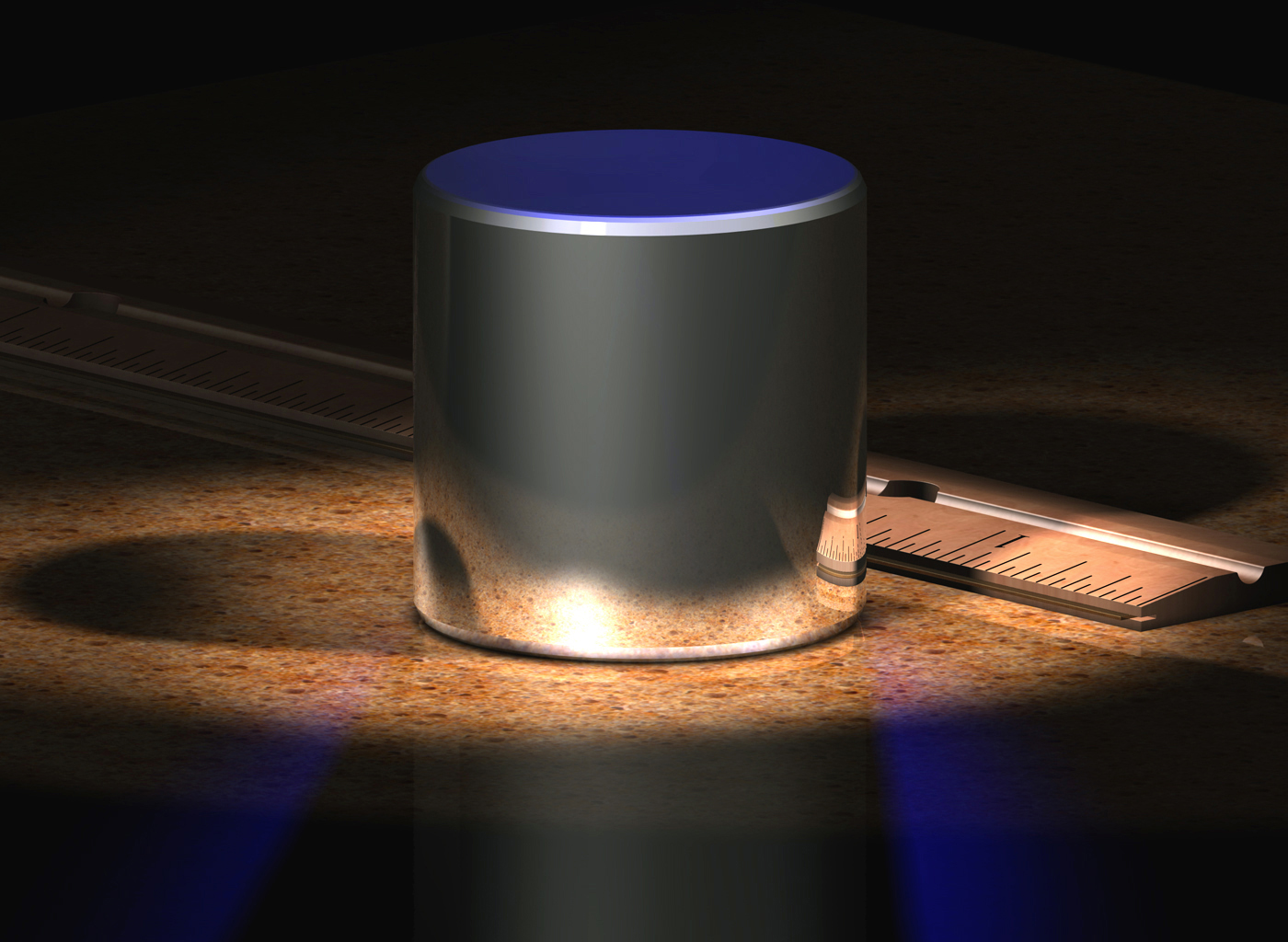
Imatge generada per ordinador del Prototip internacional del quilogram, que és fet d'un aliatge amb el 90% de platí i el 10% d'iridi i té forma de cilindre amb un diàmetre de 39,17 mm. Aquest prototip es conserva al Bureau International des Poids et Mesures, a Sèvres, als afores de París.

Originalment, un quilogram es va definir com la massa d'un litre d'aigua pura a la temperatura de 4 graus Celsius i pressió atmosfèrica estàndard. Aquesta definició era poc pràctica, ja que la densitat de l'aigua depèn de la pressió, i les unitats de pressió inclouen la massa com a unitat base, de manera que s'introduïa una dependència circular en la definició. Per evitar aquests problemes, es va redefinir el quilogram agafant com a referència un objecte que tingués aproximadament la massa expressada en la definició original. Des del 1899, el prototip internacional del quilogram (anomenat en francès Le Grand K) fou un cilindre fet d'un aliatge de platí i iridi, de 39 mm d'alçada i de diàmetre, guardat a l'Oficina Internacional de Pesos i Mesures de París. També n'existien còpies oficials, que es comparaven amb el prototip cada 10 anys.
La nova definició es basa en les constants invariants de la naturalesa, particularment en la constant de Planck; el valor del quilogram queda fixat, doncs, en termes del segon i del metre, i elimina la necessitat del prototip. La nova definició fou aprovada per la Conferència General de Pesos i Mesures (CGPM) el 16 de novembre de 2018. La constant de Planck relaciona l'energia d'una partícula –i per tant la massa– amb la seva freqüència. La nova definició només fou possible quan es tingueren instruments prou precisos per mesurar la constant de Planck.

## Massa i pes

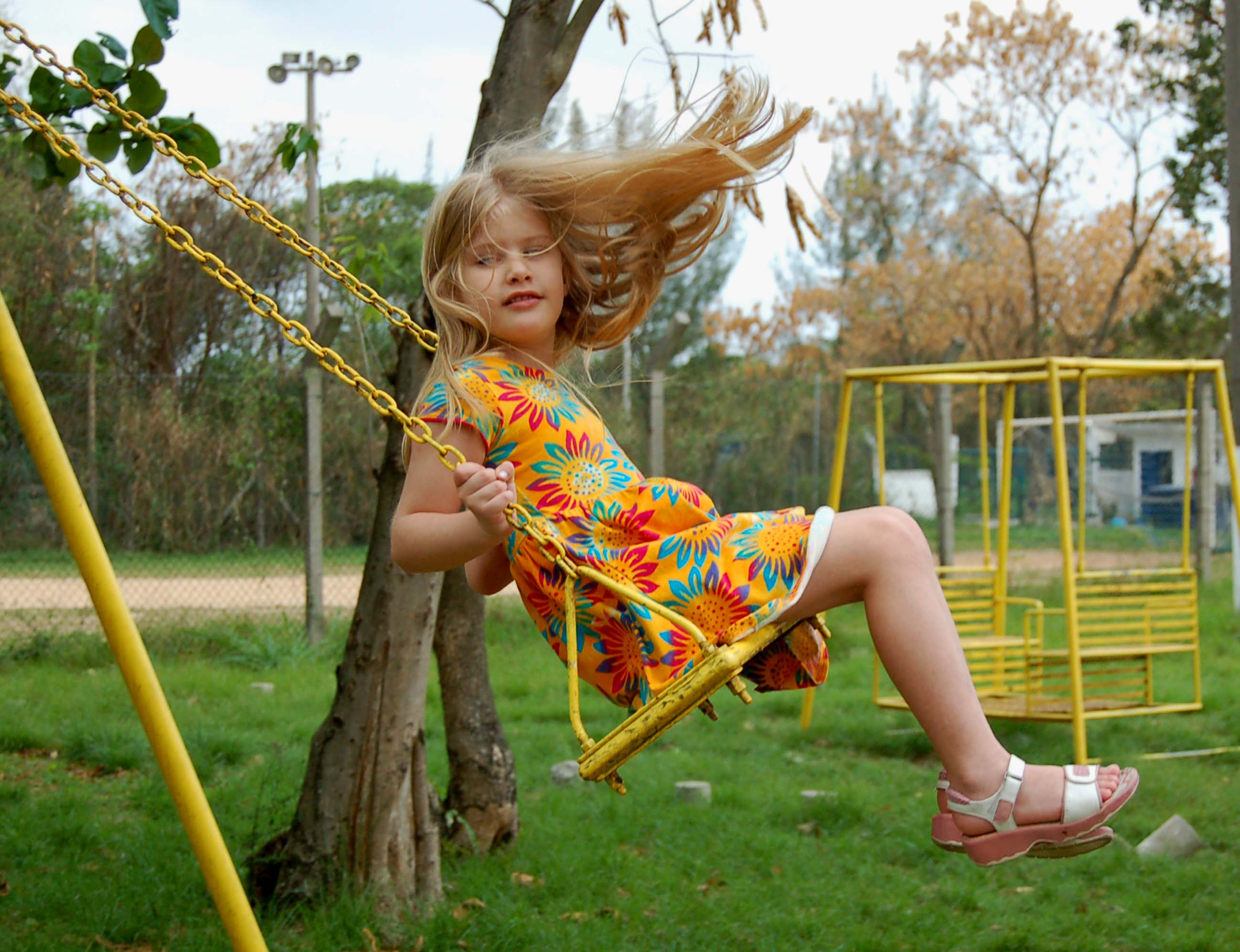
Les cadenes del gronxador suporten el pes dels nens. Si una persona se situa darrere de la nena al punt més baix de l'arc que descriu i tracta de detenir-la, estaria actuant en contra de la seva inèrcia, que s'origina només de la massa, no de pes.

El quilogram és una unitat de massa, una mesura que a la vida diària fem correspondre amb el pes de les coses. No obstant això, la massa és en realitat una propietat inercial, és a dir, la tendència d'un objecte a romandre a una velocitat constant si no hi ha cap força exterior que actuï per canviar aquest estat. D'acord amb les lleis del moviment d'Isaac Newton del 1687, utilitzant la fórmula F = ma, un objecte amb una massa m d'un quilogram s'accelerarà (a) un metre per segon cada segon (al voltant d'una desena part de l'acceleració de la gravetat de la Terra) quan sobre l'objecte actuï una força F d'un newton.
Mentre que el pes de la matèria depèn directament de la força de gravetat, la seva massa és invariant. Per tant, en el cas dels astronautes en un ambient de microgravetat no necessiten fer cap esforç per sostenir objectes a les naus espacials perquè no tenen pes. No obstant això, atès que els objectes en condicions de microgravetat conserven la seva massa i la seva inèrcia, un astronauta ha d'exercir deu vegades més força donar la mateixa acceleració a un objecte de 10 quilograms que a un altre d'un quilogram.
A la Terra, un gronxador pot servir per demostrar la relació entre la força, la massa i l'acceleració sense ser influenciat de manera apreciable pel pes (la força cap avall). Si som darrere d'un adult gros assegut i quiet en un gronxador i li donem una empenta forta, la persona s'acceleraria de forma relativament lenta i durant el moviment cap endavant només recorrerà una distància petita abans de començar a anar cap enrere. Exercint el mateix esforç quan s'empeny a un nen petit produiria una acceleració força més gran.

## Múltiples
Per raons històriques el quilogram (kg) és l'única unitat que inclou un prefix al nom i al símbol. Els múltiples i submúltiples de la unitat de massa es formen afegint els prefixos al gram (g), quan la unitat de base és el quilogram. Per exemple, una mil·lionèsima part d'un quilogram és un mil·ligram (mg) i no un microquilogram (µkg).
| Submúltiples                               | Submúltiples | Submúltiples | Múltiples | Múltiples | Múltiples         |
| Valor                                      | Símbol       | Nom          | Valor     | Símbol    | Nom               |
| ------------------------------------------ | ------------ | ------------ | --------- | --------- | ----------------- |
| 10–1 g                                     | dg           | decigram     | 10¹ g     | dag       | decagram          |
| 10–2 g                                     | cg           | centigram    | 10² g     | hg        | hectogram         |
| 10–3 g                                     | mg           | mil·ligram   | 103 g     | kg        | quilogram         |
| 10–6 g                                     | µg           | microgram    | 10⁶ g     | Mg        | megagram (tona t) |
| 10–9 g                                     | ng           | nanogram     | 10⁹ g     | Gg        | gigagram          |
| 10–12 g                                    | pg           | picogram     | 1012 g    | Tg        | teragram          |
| 10–15 g                                    | fg           | femtogram    | 1015 g    | Pg        | petagram          |
| 10–18 g                                    | ag           | attogram     | 1018 g    | Eg        | exagram           |
| 10–21 g                                    | zg           | zeptogram    | 1021 g    | Zg        | zettagram         |
| 10–24 g                                    | yg           | yoctogram    | 1024 g    | Yg        | yottagram         |
| Els prefixos més habituals són en negreta. |              |              |           |           |                   |

La unitat equivalent a 1.000 kg anomenada megagram no s'acostuma a utilitzar mai amb aquest nom sinó com a tona (t).

## Història
El 7 d'abril del 1795, a la França revolucionària es va decretar que el gram era igual al pes absolut d'un volum d'aigua igual al cub de la centèsima part del metre a la temperatura a la qual es fon el gel. Però atès que el comerç comporta objectes significativament més massius que un gram i que la massa estàndard feta a partir de l'aigua no sembla excessivament adequada ni estable, la regulació del comerç necessitava la concreció de la definició basada en l'aigua en un patró més utilitzable. Per això a es va fer un artefacte metàl·lic com a massa estàndard provisional que era mil vegades més massiu que el gram, el quilogram.
Al mateix temps es va crear una comissió de treball per a determinar de manera precisa la massa d'un decímetre cúbic, un litre, d'aigua Tot i que el decret que definia el quilogram especificava l'aigua a 0 °C, la temperatura en la qual es troba en el seu punt més estable, després de diversos anys de recerca, el 1799 el químic francès Louis Lefèvre-Gineau i el naturalista italià Giovanni Fabbroni van proposar la redefinició de l'estàndard en funció del punt més estable de la densitat de l'aigua: la temperatura a la qual l'aigua assoleix la seva màxima densitat, en aquell moment, 4 °C. Van determinar que un decímetre cúbic d'aigua a la seva màxima densitat era igual al 99,9265% de la massa del prototip estàndard de quilogram fet quatre anys abans.
El mateix any 1799, es va construir un prototip totalment de platí amb l'objectiu de què fos igual, en la mesura en què fos científicament possible, a la massa d'un decímetre cúbic d'aigua a 4 °C. El prototip va ser presentat a l'Arxiu de la República al juny, i el 10 de desembre d'aquell any era formalment ratificat i el quilogram definit com la massa d'aquell prototip. Aquesta definició seria l'estàndard durant els següents noranta anys.

### Prototip Internacional del Quilogram
El tractat internacional de la Convenció del Metre es va signar el 20 de maig del 1875 i va establir el Sistema Internacional d'Unitats, que des del 1889 defineix la magnitud del quilogram com la massa del Prototip Internacional del Quilogram. Aquest prototip està fet d'un aliatge de platí conegut com a «Pt-10Ir», que està format per un 90% platí i un 10% d'iridi (en massa) i té una forma de cilindre recte d'altura igual al diàmetre (39,17 mm) per reduir al mínim la seva superfície. L'addició del 10% d'iridi millora el prototip totalment de platí del 1799 de l'Arxiu de la República augmentant considerablement la seva duresa al mateix temps que conservava moltes de les virtuts del platí: gran resistència a l'oxidació, una densitat extremadament alta, una conductivitat elèctrica i tèrmica satisfactòries, i una petita susceptibilitat magnètica. El Prototip Internacional del Quilogram i les seves sis còpies germanes s'emmagatzemen a l'Oficina Internacional de Pesos i Mesures (BIPM) a una caixa forta amb un medi ambient controlat que es troba al soterrani de la seu del BIPM a Breteuil a Sèvres als afores de París. Es necessiten tres claus diferents per obrir la caixa forta. Altres còpies oficials del prototip van ser posades a disposició d'altres estats per ser utilitzades com la seva norma. Aquestes còpies es comparen amb el Prototip oficial aproximadament cada 50 anys.
El Prototip Internacional és un de tres cilindres fets el 1879. El 1883, es va constatar que la seva massa era idèntica a la massa del prototip de l'Arxiu de la República fet vuitanta-quatre anys abans, i va ser ratificat oficialment como el quilogram a la primera CGPM del 1889.
Mesures modernes fetes amb Vienna Standard Mean Ocean Water, que és aigua destil·lada pura amb una composició isotòpica representativa de la mitjana dels oceans del món (però sense sal), mostren que aquesta aigua té una densitat de 0,999975 ± 0,000001 kg/l en el punt de màxima densitat que s'assoleix a 3,984 °C, en una atmosfera estàndard a 101324,99968 Pa de pressió. Per tant, un decímetre cúbic d'aigua en el seu punt de màxima densitat seria 25 parts per milió menys massiu que el Prototip Internacional.

## L'estabilitat del Prototip Internacional del Quilogram
Per definició, l'error en el valor mesurat del Prototip Internacional de massa és exactament zero; el Prototip és el quilogram. No obstant això, qualsevol canvi en la massa del Prototip amb el temps es pot deduir mitjançant la comparació de la seva massa amb la de les seves còpies oficials emmagatzemades a tot el món, un procés que s'anomena verificació periòdica. Per exemple, els EUA tenen quatre quilograms estàndards de platí-iridi (Pt-10Ir), dos dels quals, el K4 i el K20, són part del lot original de 40 rèpliques lliurades en 1884. El prototip K20 va ser designat com l'estàndard primari de massa per als EUA. Ambdós, així com els d'altres estats, retornen periòdicament a la seu del BIPM per a la seva verificació.
Cal fer notat que cap de les rèpliques té una massa exactament igual a la del Prototip Internacional, les seves masses estan calibrades i documentades com a valors desplaçats respecte al Prototip Internacional. Per exemple, el K20, patró primari dels Estats Units, originalment tenia una massa oficial d'1 kg − 39 micrograms (µg) el 1889, és a dir, el K20 tenia 39 µg menys que el Prototip Internacional. Una verificació realitzada el 1948 va mostrar una massa de 1 kg − 19 µg i la darrera verificació realitzada el 1999 va mostrar una massa exactament idèntica al seu valor original del 1889. D'altra banda, diferència de les variacions transitòries d'aquest tipus, el K4 ha disminuït la seva massa de manera persistent en relació amb el Patró Internacional. Els prototips de prova s'usen amb molta més freqüència que els prototips primaris i són propensos a les ratllades i d'altres tipus de desgast. El K4 es va lliurar el 1889, originalment amb una massa oficial de 1 kg − 75 µg, però va ser calibrat oficialment el 1989 amb 1 kg − 106 µg i deu anys més tard tenia 1 kg − 116 µg. En un període de 110 anys, el K4 ha perdut 41 µg en relació al Patró Internacional.
Més enllà del desgast que els prototips de verificació poden experimentar, la massa dels prototips nacionals acuradament emmagatzemats poden derivar en relació amb el Patró Internacional per diferents raons, algunes són conegudes i d'altres no. Atès que el Patró Internacional i les seves rèpliques s'emmagatzemen a l'aire (encara que coberts per dues o més campanes de vidre superposades), la massa pot augmentar per mitjà de l'absorció de la contaminació atmosfèrica per la seva superfície. Per això es netegen seguint un procés desenvolupat pel BIPM entre 1939 i 1946 conegut com el «mètode de neteja BIPM» que comprèn un fregament suau amb uns cuir d'isard amarat en una solució d'èter i etanol a parts iguals, seguit d'una neteja amb vapor d'aigua bidestil·lada, i permetent que els prototips reposin durant 7–10 dies abans de la verificació. La neteja dels prototips treu entre 5 i 60 µg de contaminació, depenent en gran manera del temps transcorregut des de la darrera neteja. A més, una segona neteja pot treure fins a 10 µg més. Després de la neteja, fins i tot quan s'emmagatzemen a sota de les seves campanes de vidre, el Patro Internacional i les seves rèpliques immediatament comencen a incrementar la seva massa un altre cop. El BIPM fins i tot ha desenvolupat un model d'aquest augment i va arribar a la conclusió que l'increment mitjà és d'uns 1,11 µg per mes durant els primers 3 mesos després de la neteja i després va disminuint a una mitjana d'1 µg per any a partir de llavors.

## Importància del quilogram

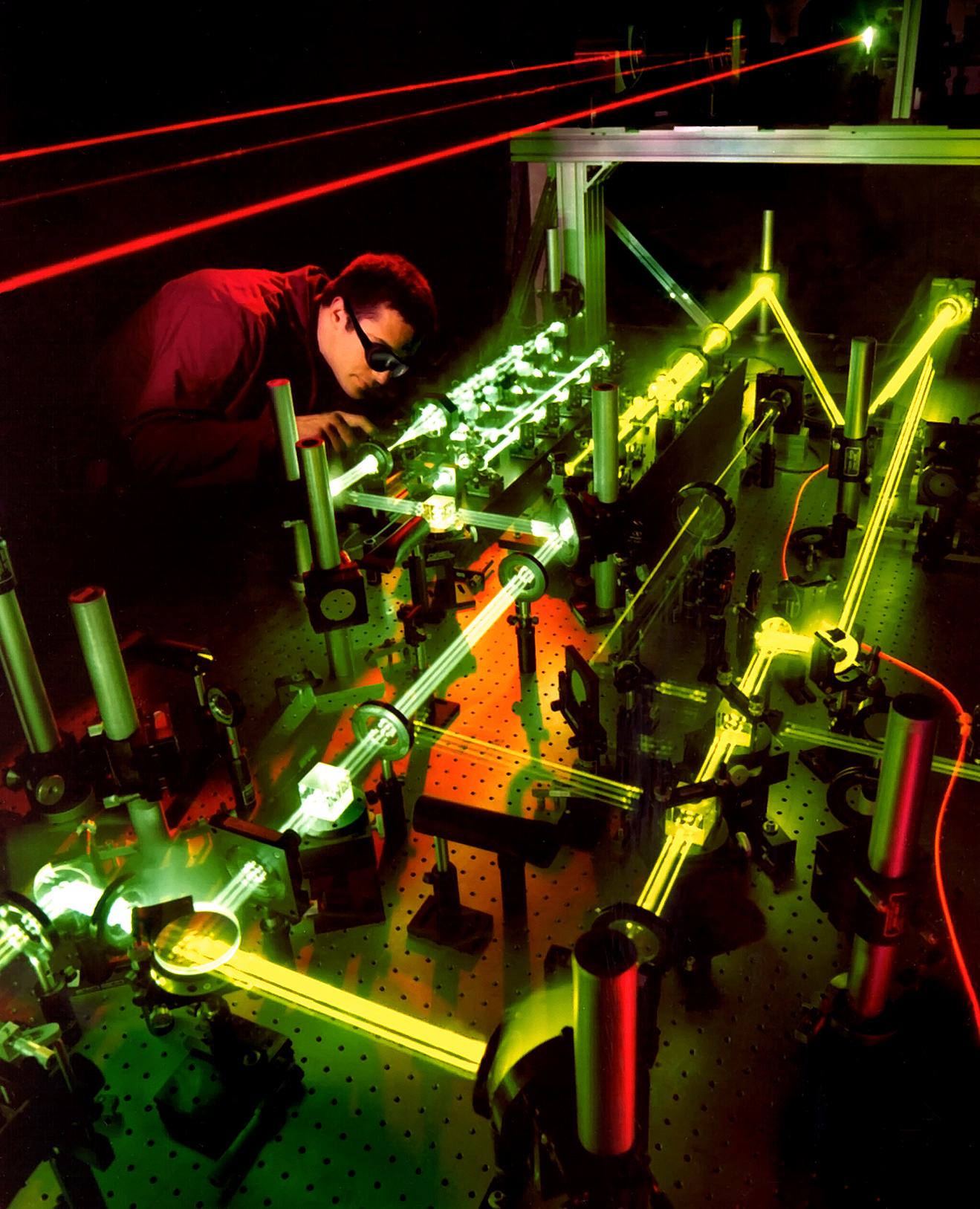
La magnitud de moltes de les unitats del Sistema Internacional de mesura, incloses moltes de les utilitzades per a mesurar l'electricitat i la llum, depenen de l'estabilitat del prototip fabricat el 1879 i conservat a una caixa forta a França.

L'estabilitat del Prototip Internacional del Quilogram és crucial, atès que gran part del sistema d'unitats del SI es basa en el quilogram. Per exemple, el newton es defineix com la força necessària per accelerar un quilogram un metre per segon al quadrat (un metre per segon cada segon). Si la massa del Prototip Internacional va canviant de mica en mica, també ha de canvia el newton en la mateixa proporció. Al seu torn, el pascal, la unitat del SI per a mesurar la pressió també es defineix en termes del newton. Aquesta cadena de dependències afecta a moltes altres unitats del SI, hi ha el joule, la unitat d'energia, es defineix com el treball que fa una força d'un newton quan el punt on s'aplica es desplaça un metre en la direcció de la força. I en conseqüència, la següent unitat a ser afectada és la de potència, el watt, que es defineix com un joule per segon. L'ampere també es defineix en relació al newton, i, per tant, en última instància respecte del quilogram. Altres unitats electromagnètiques afectades per la definició del quilogram són el coulomb, el volt, el tesla i el weber. Fins i tot en resulten afectades les unitats utilitzades en la mesura de la llum, la candela es defineix en funció del watt i al seu torn afecta el lumen i el lux.
A causa del fet que la magnitud de moltes de les unitats que componen el Sistema Internacional es defineixen en última instància basant-se en la massa del Prototip Internacional del Quilogram del 1879, la qualitat d'aquest prototip ha de ser protegida amb diligència per preservar la integritat del sistema d'unitats. No obstant això, malgrat la millor gestió possible, la massa mitjana del conjunt de tots els prototips del món i la massa del Prototip Internacional hauria divergit altres 5 µg des de la tercera verificació periòdica feta el 1989. Els laboratoris de metrologia del món hauran d'esperar a la quarta verificació periòdica per confirmar si les tendències històriques persisteixen.
Afortunadament, la definició de les unitats del SI són molt diferents de les seves realitzacions pràctiques. Per exemple, el metre es defineix com la distància que viatja la llum en el buit durant un interval de temps d'1/299.792.458 segons. No obstant això, la realització pràctica d'un metre típicament pren la forma d'un làser d'heli-neó, i la longitud del metre queda representada —no definida— com 1.579.800,298728 longituds d'ona d'aquest làser. Suposem ara es descobreix que el mesurament oficial del segon s'ha desplaçat unes poques parts per mil milions (en realitat és extremadament estable). No hi hauria cap efecte automàtic sobre el metre, perquè els científics que realitzen calibratges del metre simplement continuaran mesurant el mateix nombre de longituds d'ona del làser fins que s'arribi a un acord per fer-ho d'una altra manera. El mateix també és aplicable a la dependència del món real en el quilogram: si es troba que la massa del Prototip Internacional ha canviat una mica, no hi haurà un efecte automàtic sobre les altres unitats de mesura pel fet que les seves realitzacions pràctiques proporcionen una capa d'abstracció aïllant. Qualsevol discrepància hauria de ser reconciliada, perquè la virtut del SI és la precisa harmonia, matemàtica i lògica, que hi ha entre les seves unitats. Si definitivament es demostra que el valor del Prototip Internacional del Quilogram ha canviat, una solució simple seria tornar a definir el quilogram com igual a la massa del Prototip més un valor de desplaçament, de manera similar al que es fa actualment amb les seves rèpliques, per exemple, «el quilogram és igual a la massa de la Prototip Internacional + 42 parts per mil milions» (equivalent a 42 µg)
Però la solució a llarg termini d'aquest problema, consistirà a alliberar el SI de la dependència del Prototip Internacional mitjançant el desenvolupament d'una realització pràctica del quilogram que es pugui reproduir en diferents laboratoris seguint unes especificacions escrites. Les unitats de mesura d'una realització pràctica d'aquest tipus han de tenir les seves magnituds definides de manera precisa i expressades en termes de constants físiques fonamentals. Mentre que una gran part del SI es continuï basant en el quilogram, aquest hauria de basar-se en constants universals de la natura. Fa tremps que es treballa per assolir aquest objectiu i la solució final és a prop, però cap alternativa ha arribat encara a una incertesa d'un parell de parts per 108 (~20 µg) necessària per millorar el Prototip Internacional. No obstant això, l'any 2007 el National Institute of Standards and Technology (Institut Nacional d'Estàndards i Tecnologia) dels Estats Units (NIST), va fer la implementació d'una Balança de Kibble que s'acostava a aquest objectiu, amb una incertesa demostrada de 36 µg.

## Nova definició del quilogram
El quilogram ha estat la darrera unitat del SI en abandonar una definició basada en un artefacte físic, s'ha conservat fins al 2019, quan es va redefinir en termes de constants físiques fonamentals. El metre també havia estat definit com un artefacte (una barra de platí-iridi), però va ser redefinit en termes de constants fonamentals de la natura (primer basant-se en la longitud d'ona de la llum emesa pel criptó, i més tard respecte de la velocitat de la llum), de manera que el metre es pot reproduir en els diferents laboratoris a partir d'un full d'especificacions. A la 94a conferència del Comitè Internacional de Pesos i Mesures de l'octubre del 2005 es va recomanar una nova definició del quilogram basant-se en una constant física.
L'octubre del 2010, el Comitè Internacional de Pesos i Mesures (CIPM) va votar a favor de presentar una resolució a la consideració de la propera Conferència General de Pesos i Mesures (CGPM), per tal que el quilogram es defineixi en termes de la constant de Planck h. Aquesta proposta va ser acceptada i adoptada com a resolució per la 24a CGPM l'octubre de 2011 i, a més, es va avançar la data de celebració de la 25a Conferència del 2015 al 2014. Aquesta nova definició teòricament permetria que qualsevol aparell sigui capaç de delinear el quilogram en termes de la constant de Planck, sempre que tingui prou precisió, exactitud i estabilitat. Ara per ara, hi ha un tipus genèric d'aparell, la balança de watt, que s'hi aproxima.

Finalment, el 16 de novembre de 2018, la Conferència General de Pesos i Mesures (CGPM) va aprovar el canvi de la definició de kilogram en termes de la constant de Planck. Es va aprovar que aquest canvi entraria en vigor el 20 de maig de 2019, dia mundial de la Metrologia. La nova definició de quilogram és la següent:
El quilogram és la unitat de massa i la seva magnitud s'estableix mitjançant la fixació del valor numèric de la constant de Planck amb el valor 6,62607015×10−34 quan s'expressa en unitats de J·s, que és equivalent a kg·m²·s-1, on el metre i el segon estan definits en termes de c i de ΔvCs.